# Bathyraja lindbergi
Bathyraja lindbergi és una espècie de peix de la família dels raids i de l'ordre dels raïformes.

## Morfologia
- Els mascles poden assolir 60,7 cm de longitud total i les femelles 53,2.
- Nombre de vèrtebres: 113-117.[5]

## Reproducció
És ovípar i les femelles ponen càpsules d'ous, les quals presenten com unes banyes a la closca.

## Hàbitat
És un peix marí, de clima temperat i demersal que viu entre 126-1.193 m de fondària.

## Distribució geogràfica
Es troba des de Hokkaido (el Japó) fins a la Mar de Bering.

## Observacions
És inofensiu per als humans.